# Les Flamandes (Glabais)
Les Flamandes is een gehucht in Glabais, deelgemeente van de stad Genepiën in de Belgische provincie Waals-Brabant.
Het gehucht ligt anderhalve kilometer ten noorden van het dorpscentrum van Glabais.

## Geschiedenis
De naam van het gehucht zou zijn afgeleid van een aantal oude hoeves die hier waren opgericht door de abdij van Affligem en waren uitgebaat door Vlaamse boeren.
Op de Ferrariskaart uit de jaren 1770 wordt hier een gehucht Les Flamandes weergegeven. 

## Bezienswaardigheden
- de Chapelle de la Sainte Famille, een kapelletje in een nis in een muur van een hoevegebouw, gedateerd 1703[1]

Deelgemeenten: Baisy-Thy · Bousval · Genepiën · Glabais · Houtain-le-Val · Loupoigne · Oud-Genepiën · Ways

Overige plaatsen: La Bruyère · Bruyère Madame · Baisy · Basse-Laloux · Le Chantelet· Chênemont · Dernier Patard · La Falise · Ferrières · Les Flamandes · Fonteny · Foriest · Fosty · Hattain · Houtain-le-Mont · La Hutte · La Motte  · Loncée · Maison du Roi · Noirhat · Pallandt · Promelles · Quatre Bras · Ry-d'Hez · Sclage · Thy · Trou-du-Bois · Vieux Manants · Wanroux

Belgische gemeenten · Arrondissement Nijvel · Waals-Brabant · Wallonië